# Länscellfängelset i Falun

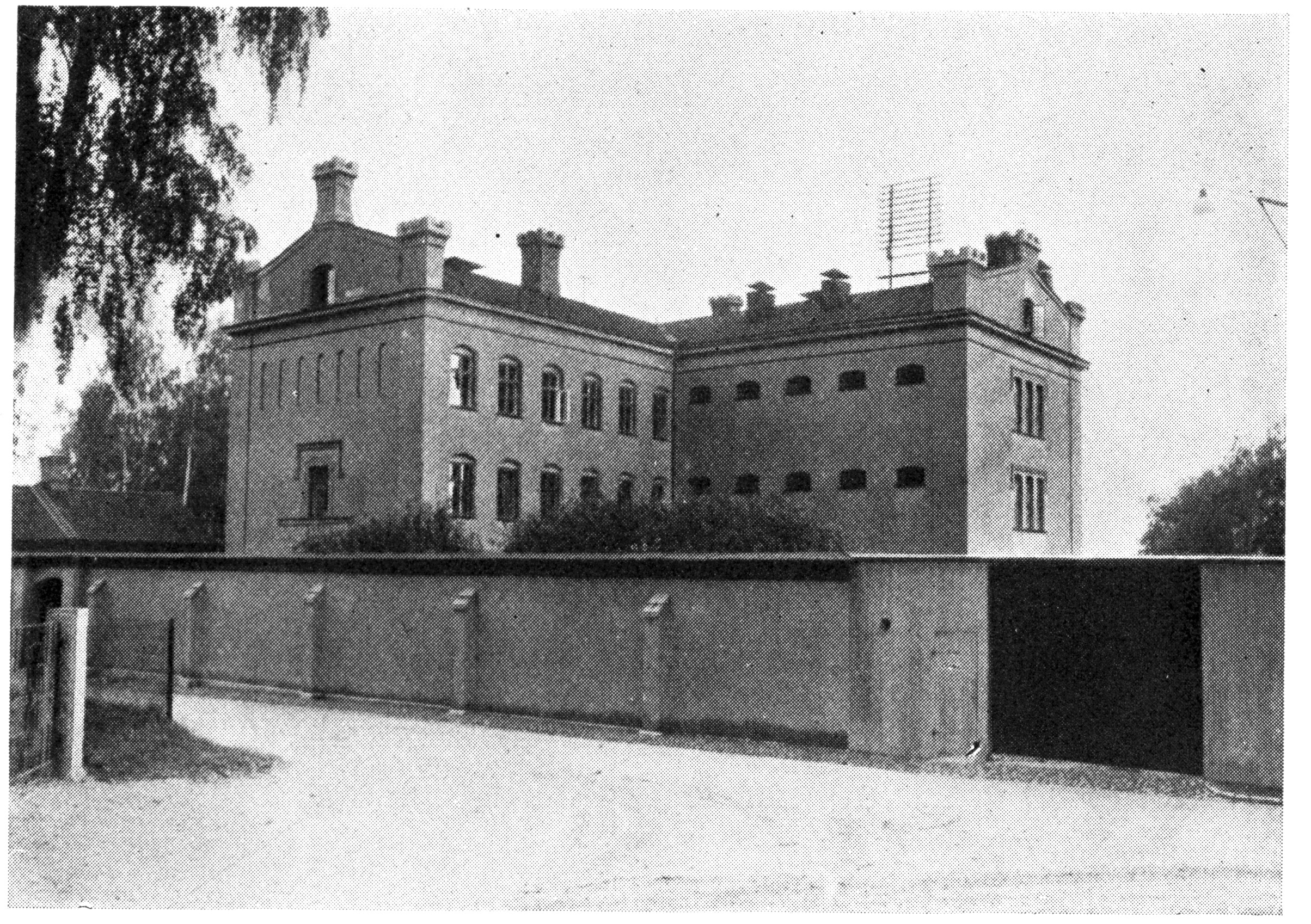
Fängelset på 1930-talet.

Länscellfängelset i Falun, senare Straffängelset i Falun, är ett före detta cellfängelse, numera vandrarhem, som ligger centralt i Falun. 

## Historia
Det byggdes under åren 1846–1848 i nyklassicistisk stil efter ritningar av arkitekten Carl Fredrik Hjelm och var till utformningen likt andra enrumsfängelser som uppfördes vid denna tid under den fängelsereform som beslutats vid 1844 års riksdag. Byggnaden var i tre våningar, som inrymde 66 ljusa och tre mörka celler, samt en vinkelbyggnad med lokaler för administration och bostad för fängelsedirektören. Anstalten togs i bruk 1848, då 48 manliga och kvinnliga fångar flyttades dit från det gamla fångförvaret i Faluns rådhus. Byggkostnaden uppgick till 136 000 kronor.
Vid en reform 1911 ändrades beteckningen på de femton största länsfängelserna, däribland Faluns, till straffängelse. Fram till 1930-talet ändrades inte mycket. Man moderniserade dock interiören med parkettgolv och kakel i kök och det gamla träplanket ersattes vid sekelskiftet med en tegelmur. Under andra världskriget fanns spioneridömda intagna, vars strafftid ofta var mycket lång, ibland upp till 12 år.
Under fängelsets sista tid fanns endast 36 platser och det stängdes slutligen 1995 för att 1996 även tömmas på inventarier. Därefter stod det tomt fram till år 2000.

## Vandrarhem och museum
Falu Fängelse Vandrarhem AB bildades 1999 för att köpa Falu fängelse och göra om det till ett vandrarhem. Det har 86 sängplatser i renoverade före detta celler och även konferenslokaler. Fångarnas tidigare matsal är ombyggd till restaurang.
I fängelsets källare finns ett museum med mer än 500 föremål som har anknytning till fängelset, såsom hand-, hals- och fotfängsel, fångvaktarnas utrustning samt otillåtna föremål som beslagtagits från fångar. Den kalla isoleringscellen och en vanlig boendecell är också bevarade för att visa hur det såg ut tidigare.

## Kända intagna
- Herman Knüften, tysk medborgare som dömdes för spionage under andra världskriget.